# 多瑙伊·埃德
多瑙伊·埃德（匈牙利語：Dunai Ede，1949年7月14日—），匈牙利男子足球运动员，司职中场。他曾代表匈牙利国家队参加1972年夏季奥林匹克运动会足球比赛，获得一枚银牌。